# The Age of the Circle
The Age of the Circle är det svenska hardcorebandet Doughnuts debutalbum, utgivet 1995 på Victory Records.

## Låtlista[1]
1. "My Black Days" - 4:00
2. "Drowning" - 2:24
3. "Weak One" - 2:35
4. "Impure" - 2:40
5. "Who's Bleeding?" - 2:43
6. "Become One" - 2:49
7. "Naked Perfection" - 2:39

## Personal
- Åsa Forsberg - sång
- Sara Almgren - gitarr
- Sara Sjögren - gitarr
- Helena Löfgren - bas
- Lina Lundberg - trummor
- Doughnuts - kompositör, producent, mixning, mastering
- Al Brandtner - art direction, design
- Cruiser - (bakgrund) sång
- Lemmy - fotografi